# José María García (marino)
El Almirante José María García (Isla de Margarita, Nueva Esparta, 13 de noviembre de 1789 - Maiquetía, Estado Vargas, 7 de noviembre de 1860) fue un militar venezolano que luchó en la Guerra de independencia de Venezuela, alcanzando el grado de almirante.

## Biografía
Se sumó a la causa de la Independencia de Venezuela desde el 1 de enero de 1816, y el 15 de agosto de 1816 es ascendido a Alférez de Fragata al mando de la balandra de guerra Aurora. Sirvió con distinguidos marinos patriotas como Antonio Díaz y Luis Brión quienes le encargaron comisiones de importancia. Entre los años 1822 y 1823 operó como jefe de la Escuadra sobre el Riohacha y Santa Marta. Cumplió a su vez con misiones diplomáticas en los Estados Unidos de América y otras naciones americanas. Lograda la Independencia y separada Venezuela de la Gran Colombia formó parte de los sucesos políticos y militares del país. Cuando estalló la Revolución de las Reformas, toma parte destacada entre los revolucionarios pero al fracasar el movimiento huye a Curazao. Al regresar a Venezuela es arrestado y condenado a muerte. Le fue conmutada la pena y encerrado en el Castillo de Pampatar durante más de dos años. Luego de ser liberado prestó servicio al gobierno de los hermanos Monagas. El 23 de febrero de 1853 fue ascendido a General de Brigada y en julio de l854 es condecorado con la medalla de la Orden del Libertador. Fallece el 7 de noviembre de 1860), sus restos reposan en el Panteón Nacional desde el 15 de agosto de 1896.
La Armada de Venezuela nombró al Destructor D-33 Almirante José María García y la Fragata F-26 Almirante García en su honor.
Es epónimo del Municipio García del Estado Nueva Esparta.